# آکسبو (داکوتای شمالی)
آکسبو (به انگلیسی: Oxbow) شهری در ایالت داکوتای شمالی کشور ایالات متحده آمریکا است که جمعیت آن در سرشماری سال ۲۰۱۰ میلادی، ۳۰۵ نفر بوده‌است.